# نصير أباد (علي أباد ملك)
نصیر أباد (بالفارسية: نصیرآباد) هي قرية تقع في إيران في قسم علي أباد ملك الريفي. يقدر عدد سكانها بـ 11 نسمة .